# Tuckers Abenteuer
Tuckers Abenteuer ist ein Denk- und Geschicklichkeitsspiel, das zum ersten Mal 1996 auf einer Spiele-CD erschien. Es wurde von Frank Basner aus Arnstadt (Thüringen) für den PC als Freeware entwickelt und kann auf seiner Webseite „Tuckerland“ heruntergeladen werden. Der Reiz des Spieles besteht im logischen Vorgehen bei der Suche nach Lösungsmöglichkeiten. Es beinhaltet zwölf Abenteuer zu je zehn Leveln und je einen Endgegner. Die Spiele-Idee besteht darin, „Drogana“, die Herrscherin des „Tuckerlandes“ aus den Händen widerwärtiger „Kryptos“ zu befreien.
Es sind Spieler aus 30 Ländern registriert („Tafel des Ruhmes“). „Tuckers Abenteuer“ zeichnet sich durch einige Besonderheiten aus: Das Spiel ist gewaltfrei und anspruchsvoll. Aufgewertet wird es zusätzlich durch die Porträtzeichnungen von Ans de Bruin, das Design der Endgegner von Adam Elliott Jones und die Synchronstimme von Joachim Kerzel, der den Zauberer Frakar spricht. Das Spiel wurde von Beginn an bis heute unter Einbeziehung vieler engagierter Spieler als Betatester ständig weiterentwickelt und vervollkommnet. Es gibt neben dem normalen Ablauf noch zwei besondere Spielmodi: „Time-Run-Modus und Card-Run-Modus“.

## Das Spiel und seine Abenteuer

### Die Spielewelt: Widersacher und Endgegner
Die Bedienung des Spieles ist einfach und erfolgt durch die Pfeiltasten (Laufrichtung) und die Leertaste (Aktionen). Spezielle Einstellungen (Optionen, Menü, Hilfe) lassen sich auch mit der Maus tätigen. Die Spielfigur ist „Tucker“, ein anfangs aufrecht gehendes Männchen, das in späteren Versionen durch eine Figur in der Draufsicht ersetzt wurde. Tucker befindet sich zu Beginn in einem Labyrinth, in dem er pro Level zehn bestimmte Kristalle finden und zu „Frakar, dem Zauberer“, bringen soll. Behindert wird er durch bewegliche oder feststehende Hindernisse, Fallen oder Geheimtüren, die zu finden und zu überwinden sind. Sind die ersten Level im ersten Abenteuer noch leicht zu lösen, so steigert sich der Schwierigkeitsgrad bald im hohen Mass. Die Abenteuer sieben bis zwölf stellen für Logik, Phantasie, Findigkeit und auch Geschicklichkeit eine hohe Herausforderung dar. Hilfe erfährt man unter Umständen in der Statuszeile des Spieles, wo auch der augenblickliche Stand an Leben, Hilfsmitteln und Kristallen angezeigt wird. Der besondere Reiz des Spieles ergibt sich aus der Notwendigkeit, Lösungen zu finden, der Neugier, was sich hinter dem Verborgenen befindet sowie aus den mitunter humorvollen Kommentaren, die Frakar in der Statuszeile abgibt. Widersacher im Spiel sind meist „Kryptos“ der verschiedensten Ausprägung. Magische Kreise, verborgene Türen und Räume und Fallen gilt es, ausfindig zu machen und zu überwinden. Als Hilfsmittel zur Überwindung dienen verschiedenartige Kristalle: Lebens-, Wurf-, Schlüssel- und Magiekristalle. Mit Wurfkristallen können manche Hindernisse beseitigt werden. Sind zehn Level geschafft, so folgt in dem jeweiligen Abenteuer zunächst erst einmal ein Endgegner, der noch einmal alle Widersacher vereinigt, bevor es zum nächsten Abenteuer geht.

### Abenteuer und Level
| Abenteuer Nr. | Titel                            | Level-Nr. | Endgegner                                                                           | Schwerpunkte                                                         |
| ------------- | -------------------------------- | --------- | ----------------------------------------------------------------------------------- | -------------------------------------------------------------------- |
| TA 01         | Schildknappen und Schildjungfern | 001-010   | bis Version 2 Hexe ATU, bei Version 4 Spinne der ATURINA, ab Version 5 Hexe ATURINA | Wächter-Kryptos, Friedlos-Kryptos, Titan-Kryptos, Feuerwolken        |
| TA 02         | Weiber und Kerle des Bogens      | 011-020   | Schlange OBA, ab Version 5 Schlange ORBAS                                           | Glob-Kryptos, Natter-Kryptos, Amazonen-Kryptos, Lakai-Kryptos        |
| TA 03         | Die Mutigsten aus dem Dorf       | 021-030   | Zombie ULO, ab Version 5 Zombie ULOTAN                                              | Explodier-Kryptos, Blind-Kryptos                                     |
| TA 04         | Kenner des 1. heiligen Wortes    | 031-040   | Mumie ANI, ab Version 5 Mumie ANISIS                                                | Mumien-Kryptos                                                       |
| TA 05         | Bezwinger der Sümpfe             | 041-050   | Sumpfmonster IKO, ab Version 5 Sumpfmonster IKOLUS                                  | Kloaken-Kryptos                                                      |
| TA 06         | Held mit allen Tugenden          | 051-060   | Skarabäus EZA, ab Version 5 Skarabäus EZAG                                          | Skarabäus-Kryptos                                                    |
| TA 07         | Bezwinger der Lavawelt           | 061-070   | Daktylos YSO, ab Version 5 Daktylus YSARO                                           | Lava-Kryptos                                                         |
| TA 08         | Waffenmeister                    | 071-080   | Feuerspucker UXU, ab Version 5 Feuerspucker UXUTAR                                  | Irren-Kryptos, Steinfallen                                           |
| TA 09         | Herr über Kryptanos              | 081-090   | Kryptanos YTA, ab Version 5 CRYPTANOS SCORPIUS                                      | Spalt-Kryptos, Zech-Kryptos, Schleim-Kryptos                         |
| TA 10         | Geisterjäger                     | 091-100   | Geist AXI, ab Version 5 Geist des KAHLESS                                           | Geist-Kryptos, Tarn-Kryptos, Beamer                                  |
| TA 11         | Ein Freund der Fee Carla         | 101-110   | Barbar TEX, ab Version 5 TEX, der Barbar                                            | Brüter-Kryptos, Vergifter-Kryptos                                    |
| TA 12         | Nors Alptraum                    | 111-120   | Tyrann NOR, ab Version 5 NORKIN von HEGEN                                           | Kristall-Kryptos, Geist-Kryptos, Bodenfallen, bewegliche Plattformen |

### Besondere Spielmodi
Das Spiel kann auch wahlweise in 2 besonderen Modi betrieben werden: TIME-RUN-Modus (TRM) oder CARD-RUN-Modus (CRM). Im TIME-RUN-Modus bestimmt ein Counter die Zeit von der ersten Bewegung Tuckers bis zum gelösten Level. Im CARD-RUN-Modus müssen bestimmte, vom Spieler vorher ausfindig zu machende Aufgaben bewältigt werden, die von der Lösung des jeweiligen Levels
unabhängig sein können. Das Ergebnis ist das Erscheinen einer Karte, die für das Nachfolgespiel „Frakars Turm“ von Bedeutung ist.

## Die Welt der „Tuckerland Adventures“

### Frakar, der Zauberer, und seine Getreuen
Jeder Spieler, der Tuckers Abenteuer spielt, hat die Möglichkeit, sich kostenlos zu registrieren. Im Verlauf der Jahre hat sich eine Spielergemeinde zusammengefunden, die sehr aktiv ist und an der Weiterentwicklung des Spieles besonderen Anteil hat. „Frakar, der Zauberer“, ist das Pseudonym für den Spieleentwickler, Frank Basner. Er hat neben dem Spiel „Tuckers Abenteuer“ eine fiktive Welt namens „Tuckerland“ geschaffen, zu der jeder registrierte Spieler Zutritt haben kann. Der Ort an dem Frakar wohnt heißt „Krähenburg“. Ihm zur Seite steht „Drogana“ alias „Asi“, eine Amazonenkriegerin und seine Gefährtin. Weitere wichtige Personen im „Tuckerland“ sind „Blinzus, der Seher“, „Manathas, der Schreiber“, „Lady Akiren, die Bewahrerin der Karten“, die Krähe „Karrda“ sowie „Lord SegaNino, der Administrator“. Hinter diesen Pseudonymen stehen reale, aktive Spieler, die sich im Laufe der Jahre um die Entwicklung von „Tuckers Abenteuer“ oder um das Leben im Tuckerland besonders verdient gemacht haben, zum Beispiel durch kritische und konstruktive Hinweise zum Spiel, Teilnahme am Time-Run-Modus und/oder am Card-Run-Modus, Beiträge in der Tuckerland-Zeitung oder Unterstützung und Motivation für den Spieleentwickler.

### Die Tafel des Ruhmes, die Tuckerlandzeitung und das Forum zum Spiel
Die Tafel des Ruhmes informiert jeden registrierten Spieler über seinen Status, die Platzierung, Statistik und gegebenenfalls ausgereichte Erfahrungspunkte.
Die Tuckerlandzeitung (TLZ) erschien von Juli 1997 bis Mai 2017 monatlich am letzten Sonntag des Monats und entstand aus Meinungsäusserungen von Spielern über „Tuckers Abenteuer“ an Frakar. Sie nahm im Laufe der Zeit immer mehr an Umfang zu und enthielt in der Art eines Feuilletons Beiträge von Spielern oder Freunden des Spieles zu mannigfaltigen Themen, wie: Rezensionen zum Spiel, Beschreibungen zu anderen Spielen, Reisebeschreibungen, lokale und regionale Besonderheiten, Rätsel sowie Musik, Konzerte und Aufführungen. Die TLZ wurde anfangs auf Disketten verteilt, konnte aber – wie das eigentliche Spiel selbst – bald online gelesen und gespeichert werden.
Im Dezember 2008 eröffnete Thomas Trott alias „Magnus“ das Tuckerland-Forum mit den Rubriken Infobereich, Aktivitäten rund um die Tucker-Abenteuer, Beschreibung der Tucker-Abenteuer und Platz für diverse Themen und Fragen, und führte dieses Forum administrativ 5 Jahre. Hier bestand für Spieler, die an einer bestimmten Stelle nicht weiterkommen, die Möglichkeit, sich Rat und Hilfe zu holen.

## Entwicklung und Produktion
Die Versionsgeschichte lässt sich in zwei Abschnitte einteilen. Ein Abschnitt währte von 1996, als die ersten Teile des Spieles auf Zeitschriften-CDs veröffentlicht wurden, bis 1999, als das Spiel in seiner ursprünglichen Version 1 mit zwölf Abenteuern fertig war. Eine zweite Phase von 2000 bis 2012, ist gekennzeichnet durch das Suchen nach Veränderung und Vervollkommnung. Die zweite Version mit neuem Endgegner, die 2002 erschien, umfasste nur ein Abenteuer. Die nächste Fassung mit der Versionsnummer 4 erschien 2004 und umfasste nur zwei Abenteuer. Anschließend wurden in der „Tuckerlandzeitung“ verschiedene Level ohne Bezug zum bisherigen Spiel veröffentlicht und von aktiven Spielern getestet. Diese Level fanden jedoch keinen Eingang in das während der Jahre 2005 bis 2012 komplett überarbeitete Spiel. In dieser Zeit wurden alle ursprünglichen Level neu gestaltet und mit einheitlichem Design, einheitlichen Figuren, Endgegnern und Zubehör versehen. Als Entwicklungsprogramme dienten ursprünglich Klik & Play, später The Games Factory und zuletzt Multimedia Fusion. Die gesamte Entwicklung lässt sich anhand der „Tuckerlandzeitungen“ über die Jahre nachvollziehen, da alle Level als Betatest dort veröffentlicht wurden. Ein engagierter Spieler fasste im Jahr 2010 noch einmal alle ursprünglichen Level aus den Anfangsjahren auf seiner Website zusammen. 2013 veröffentlichte Frank Basner nochmals die oben erwähnten Spielefragmente in den sogenannten „TA-Outtakes“.
| Version | Windows-Version                         | Fertigstellung | Levelpasswort  |
| --- | --------------------------------------- | -------------- | -------------- |
| 1.0 | 3.11                                    | 1996, TA 01-04 | Alphanumerisch |
| 1.1 | 3.11 bis 98                             | 1999, TA 01-12 | Alphanumerisch |
| 2 | 3.11 bis XP                             | 2002           | Alphanumerisch |
| 3 existiert nicht | –                                       | –              | –              |
| 4 | XP                                      | 2004           | Alphanumerisch |
| 5 | XP                                      | 2005           | Numerisch      |
| 6 | XP                                      | 2007           | Numerisch      |
| 7 | XP, Vista                               | 2007           | Numerisch      |
| 8, 9 existieren nicht                                                                                                   | –                                       | –              | –              |
| 10, 11, 12 (Ab 2010 ist die Versionsnummer mit der Jahres- und Monatszahl identisch, Spiel wurde komplett überarbeitet) | XP, Vista, 7, 8 (ab 2013), 10 (ab 2015) | 2012           | Numerisch      |

## Ausblick
Frank Basner stellte im Jahr 2012 mit der abgeschlossenen Überarbeitung aller Abenteuer von „Tuckers Abenteuer“ nach 16-jähriger Arbeit die Entwicklung dieses Computerspieles ein und machte es 2013 und 2015 nur noch für die nachfolgenden Windows-Versionen lauffähig. Seit 2014 in der Schaffensphase war ein Spiel mit dem Namen „Frakars Turm“, das als eigenständiges Game angedacht war, jedoch auf Charaktere von „Tuckers Abenteuer“ zurückgriff. Im September 2018 stellte Frank Basner auch dieses Projekt ein, begann aber im Januar 2020 mit der Entwicklung von „Tuckers Abenteuer for Kids & Cracks“, einer neuen Variante des alten Abenteuers. Eine Portierung von „Tuckers Abenteuer“, „Tuckers Abenteuer for Kids & Cracks“ oder „Frakars Turm“ auf andere Betriebssysteme bzw. Plattformen, z. B. Linux, Mac oder Android, ist nicht vorgesehen.

## Rezeption
Tuckers Abenteuer belegte im Mai 2003 beim Wettbewerb programmierender Leser der Zeitschrift „GameStar“ den vierten Platz.

„[…] Und ein Power-Pentium muß es ebenfalls nicht sein. Dennoch genießt der kleine Tucker, der sich seiner Level um Level gefräßigeren Widersacher erwehren muß, mittlerweile schon fast so etwas wie Kultstatus […]“

„[…] ein Spiel von Frank Basner. Zehn Level, mieser Endgegner, etwas Action, etwas Geschicklichkeit, ein wenig Strategie. Eine wohlausgewogene Mischung […]“

„Dieses Logik- und Geschicklichkeitsspiel hat bereits Kultstatus erreicht, es ist bereits seit über zehn Jahren als Freeware erhältlich. Was anfangs wild aussieht, ist im Grunde ganz harmlos, brutal ist das Spiel keineswegs. Tuckers Abenteuer folgt dem einfachen wie erfolgreichen Spielprinzip «Held rettet Prinzessin»....“